# Антун Боначић
Антун Боначић (12. јун 1905. Сплит, Аустроугарска — 25. септембар 1948) је бивши југословенски фудбалер.
Био је један од најталентованијих играча чувене генерације сплитског Хајдука, коју је тренер Лука Калитерна предводио до две титуле првака државе, 1927. и 1929. године. Током 1926. године одиграо је своју стоту јубиларну утакмицу у дресу сплитских „белих“.
Играо је на позицији леве полутке. Једно време је играо и у Француској за Олимпик из Марсеља. Доста рано је прекинуо своју фудбалску каријеру. Дипломирао је на Економском факултету у Загребу.
Уз једну утакмицу за Б тим 1928. године, одиграо је осам утакмица и постигао два гола за репрезентацију Југославије. Дебитовао је 28. септембра 1924. на утакмици против Чехословачке (0-2), на којој је у саставу било десет играча Хајдука. Постигао је два гола и то оба против Румуније. Први је постигао 10. маја 1927. у Букурешту, а други 4. маја 1930. у Београду. Од националног тима се опростио 25. октобра 1931. у пријарељском сусрету против Пољске (3-6) у Познању.
Страдао је 25. септембра 1948. приликом покушаја илегалног преласка италијанске границе.

## Трофеји

### Хајдук Сплит
- Првенство (2): 1927. и 1929.